# Sagne (rivière)
Pour les articles homonymes, voir Sagne.
La Sagne est une rivière du département Lot, en France affluent du Célé sous-affluent du Lot donc sous-affluent de la Garonne.

## Étymologie
Le nom Sagne vient de l'ancien français sagne, ou saigne, lui-même du gaulois sagna, qui signifie "marais", "terrain marécageux".

## Géographie

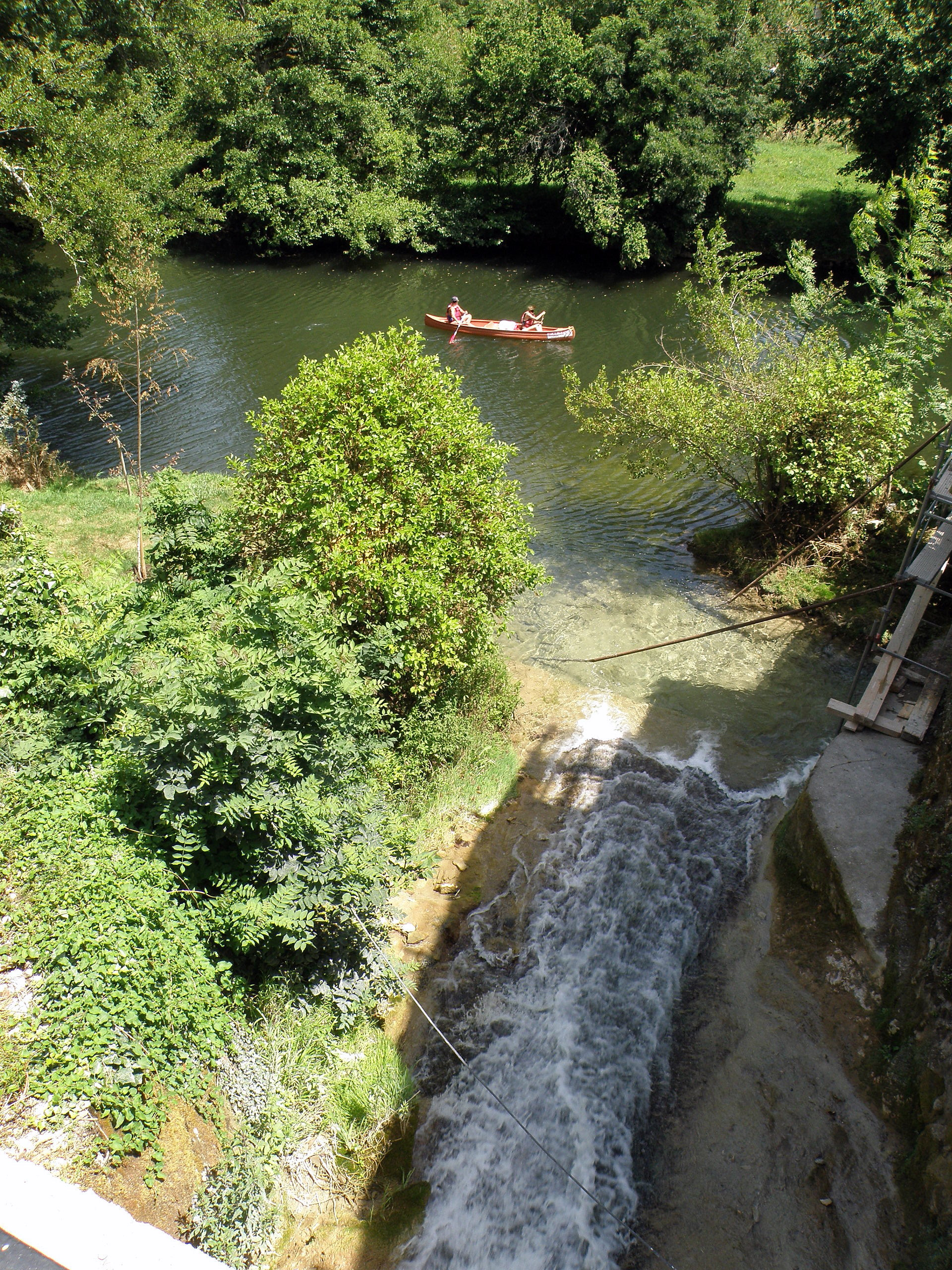
Embouchure de la Sagne dans le Célé à Cabrerets.

De 11,2 km de longueur, la Sagne prend sa source près de Laborie commune de Sabadel-Lauzès et se jette dans le Célé sur la commune de Cabrerets.

### Département et communes traversées
- Lot : Sabadel-Lauzes, Lentillac-du-Causse, Cabrerets.

## Affluents
La Sagne n'a pas d'affluent répertorié. Son rang de Strahler est donc de un.

## Hydrologie
La Sagne a une alimentation pluviale principalement, ce qui explique les sautes de son débit, les débordements lors d'orages ou de fortes pluies,
qui se déversent dans les champs, entretenant les pelouses humides qui la bordent.

## Zone naturelle
Elle est classée en Zone Naturelle d'Intérêt Écologique, Floristique et Faunistique (ZNIEFF) de par la richesse de sa faune et de sa flore.
Cette zone présente de nombreuses plantes peu communes dont le millet à fleurs verdâtres (Piptatherum virescens), des invertébrés comprenant l'écrevisse à pieds blancs, et l'agrion de Mercure ainsi que des coléoptères et des amphibiens comprenant la salamandre tachetée.